# Tramway de Gdańsk
Le tramway de Gdańsk est exploité depuis 1873. Le réseau compte actuellement onze lignes.

## Histoire
La dernière extension du réseau date de mai 2012 et ajoute 6 stations pour 3 kilomètres supplémentaires.

## Réseau actuel

### Aperçu général
- 2 : Łostowice Świętokrzyska – (Strzyża PKM) – Oliwa
- 3 : Brzeźno – Gare centrale - Chełm Witosa
- 4 : Łostowice Świętokrzyska – Jelitkowo
- 5 : Zaspa – Nowy Port Oliwska
- 6 : Łostowice Świętokrzyska – Jelitkowo
- 7 : Łostowice Świętokrzyska – Nowy Port Oliwska
- 8 : Jelitkowo – Gare centrale – Stogi Plaża
- 9 : Strzyża PKM – Gare centrale – Stogi Plaża
- 10 : Brętowo PKM – Zajezdnia Nowy Port – (Nowy Port Góreckiego)
- 11 : Chełm Witosa – Gare centrale – Jelitkowo
- 12 : Lawendowe Wzgórze – Gare centrale – Oliwa

### Matériel roulant
| Image | Modèle           | Années de production | Nombre |
| ----- | ---------------- | -------------------- | ------ |
|       | Konstal 114Na    | 1997                 | 2      |
|       | Konstal NGd99    | 1999                 | 4      |
|       | Bombardier NGT6  | 2007                 | 3      |
|       | Düwag N8C-NF     | 1979–1982            | 62     |
|       | PESA 120Na Swing | 2010–2011            | 35     |
|       | PESA 128NG Jazz  | 2014–2021            | 35     |

En 2013, cinq rames Pesa Jazz sont commandés pour une livraison en 2014.

## Extensions
Une extension de 4 kilomètres est prévue pour 2014.